# Iwan Dżorew
Iwan Wełkow Dżorew (bg. Иван Велков Джорев; ur. 17 maja 1976) – bułgarski zapaśnik walczący w stylu wolnym. Olimpijczyk z Aten 2004, gdzie zajął osiemnaste miejsce w kategorii 60 kg.
Czterokrotny uczestnik mistrzostw świata, jedenasty w 2002.
Brązowy medalista na mistrzostwach Europy w 2000 i 2004. Trzeci na igrzyskach wojskowych w 1999 roku.
- Turniej w Atenach 2004

Przegrał z Sushilem Kumarem z Indii i Kubańczykiem Yandro Quintaną i odpadł z turnieju.